# Oreios (Vater des Oxylos)
Oreios (altgriechisch Ὄρειος Óreios) ist eine Gestalt der griechischen Mythologie.
Laut Pherenikos, einem griechischen Epiker unbestimmter, vielleicht hellenistischer Zeitstellung, war er der Vater des Oxylos, der mit seiner Schwester Hamadryas die Hamadryaden zeugte, jene Nymphen, die in Bäumen leben und auf das Engste mit dem Schicksal des Baumes verbunden sind. Die namentlich überlieferten Enkelinnen des Oreios waren Karya, Kraneia, Aigeiros, Orea, Balanos, Ptelea, Ampelos und Syke. Darüber hinaus hatte er laut Pherenikos weitere Enkelinnen. Der Name jeder dieser Töchter stand Pate für den griechischen Namen einer Baumart, Ptelea etwa für die Ulme, Aigeiros für die Schwarzpappel und Balanos für die Eichel.

## Quelle
- Pherenikos bei Athenaios, Deipnosophistai 3,78B